# Pinacoteca Stuard
La Pinacoteca Stuard di Parma, ospitata dal 2002 in un'ala dell'antico monastero benedettino di San Paolo, è intitolata al benefattore e collezionista Giuseppe Stuard (1790-1843), al quale si deve il primo nucleo delle raccolte artistiche del museo.

## La sede
La Pinacoteca Stuard occupa la parte orientale dell'ex monastero, di cui costituisce il nucleo più antico. Il monastero venne costruito a partire dal X secolo: dapprima la torre altomedievale (eretta sulle fondamenta di un'antica villa romana dell'età tardo imperiale), donata nel 983 dal vescovo Sigefredo II alle monache benedettine e trasformata in sacello; poi la chiesa preromanica intitolata all'apostolo Paolo; infine gli altri fabbricati destinati ad ospitare le attività lavorative al servizio del cenobio.
Attorno al XV secolo gli appartamenti abbaziali (in seguito decorati dagli affreschi dell'Araldi e del Correggio), la sala capitolare ed il coro delle monache vennero trasferiti nei nuovi spazi occidentali dell'edificio, così la parte più antica conservò solo le attività più umili (magazzini, cucine, lavanderia, parlatori): quando, alla fine del '500, il monastero venne sottoposto ad un più rigoroso regime di clausura, si pensò di dare a questi spazi una maggiore dignità attraverso la sistemazione di un vecchio cortile irregolare, rettificato e dotato di un bel sistema di chiostrini binati (a due ordini sovrapposti di loggiati).
Dopo la secolarizzazione dei beni religiosi dell'età napoleonica, l'ala antica del complesso venne destinata ad edificio scolastico, fino a quando nel 2002, in seguito al restauro di una porzione del grande monastero, il Comune di Parma decise di farne la sede per i musei civici.

## Le collezioni

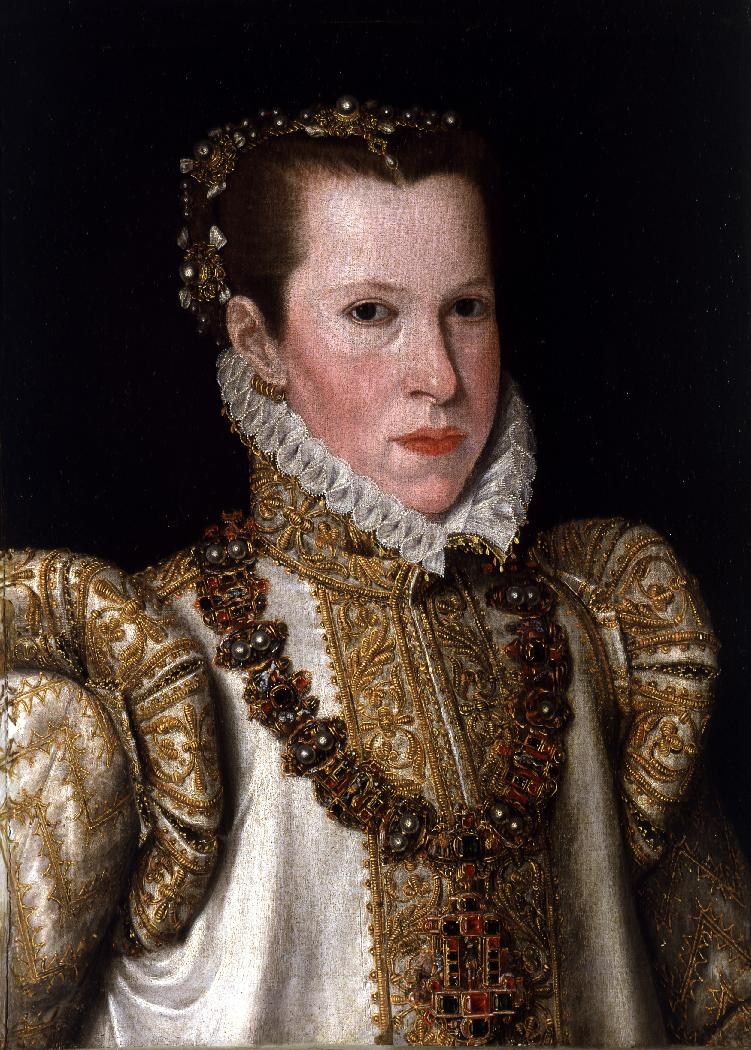
Ritratto di Maria d'Aviz

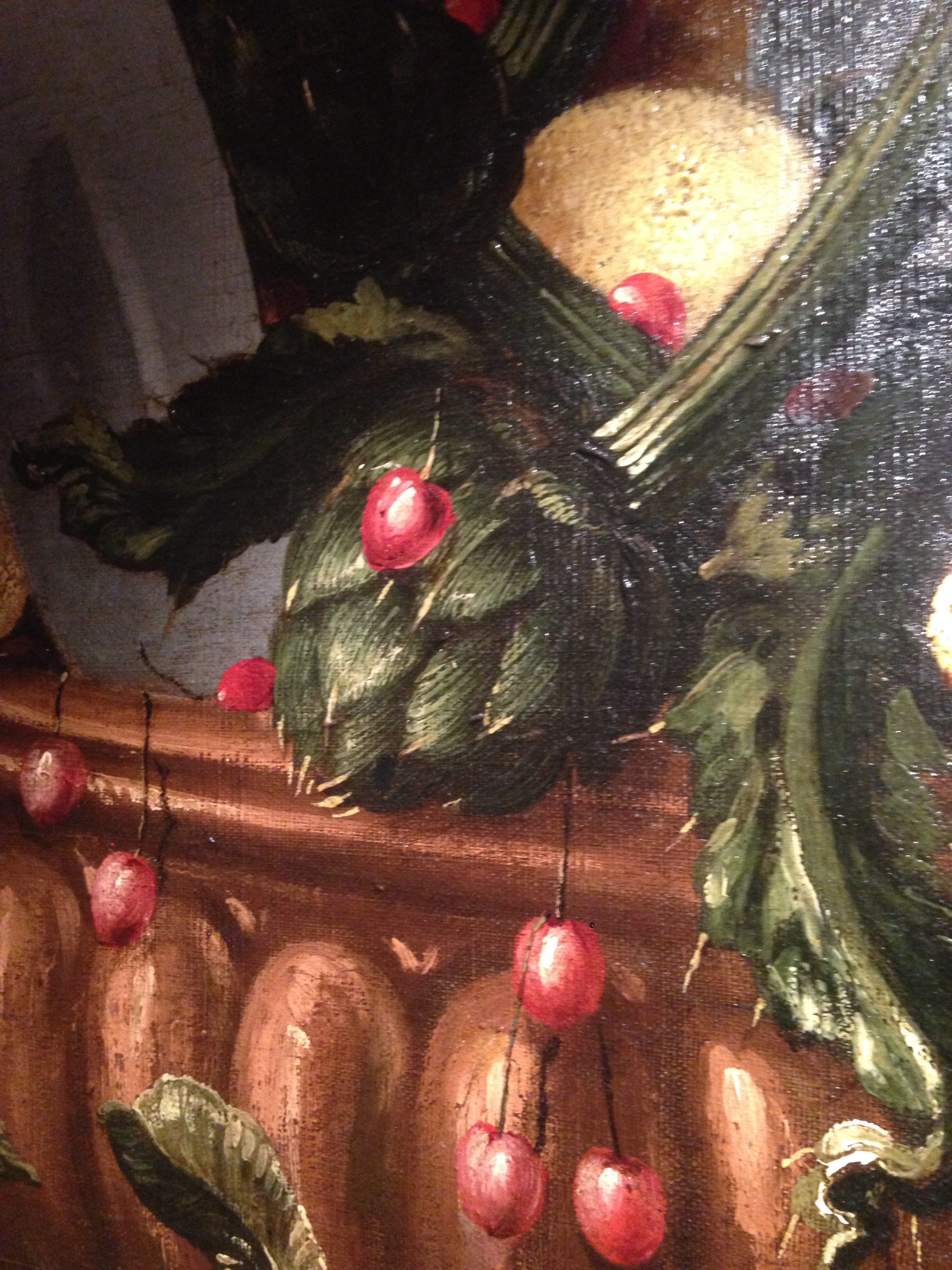
Particolare del dipinto "Natura morta con verdura, frutta e selvaggina" di Felice Boselli

Nel 2002 vi venne trasferita la sede della Pinacoteca Stuard, già ospitata nel Palazzo San Tiburzio di via Giordano Cavestro presso gli I.R.A.I.A. (Istituti Riuniti Assistenza Invalidi ed Anziani) di Parma, ai quali (nel frattempo divenuti A.S.P. Parma) appartiene la gran parte delle opere oggi esposte nel museo. Gli I.R.A.I.A. derivavano dall'antica Congregazione di Carità di san Filippo Neri, fondata nel 1499 dal frate francescano Francesco da Meda e dotata di statuti propri dal padre gesuita Pietro Favre nel 1640, formata da chierici e laici dediti all'assistenza materiale e spirituale ai bisognosi e protetta dalle autorità farnesiane.
Privo di eredi diretti, alla sua morte il ricco possidente Giuseppe Stuard (1790-1843), già benefattore e socio dell'ente, lasciò alla congregazione la sua ricca raccolta (oltre 200 pezzi) di opere d'arte. Ai pochi quadri ereditati dal nonno Pietro, lo Stuard aveva aggiunto alcune tavole a fondo oro (raccolte dal marchese Alfonso Tacoli Canacci nelle chiese della campagna tra Siena e Firenze, vendute al duca Ferdinando I di Parma nel 1786 e disperse dal governatore napoleonico Médéric Louis Élie Moreau de Saint-Méry nel contado parmense) acquistate dalle chiese dei dintorni; i bozzetti per la Carità di sant'Elisabetta di Bartolomeo Schedoni e per il Martirio di sant'Ottavio di Giovanni Lanfranco; numerose altre opere, soprattutto di artisti emiliani (Lavinia Fontana, Felice Boselli, Girolamo Bedoli-Mazzola, Benedetto Gennari, Sisto Badalocchio) e fiamminghi (Maarten de Vos, Jan Soens, Antonio Moro, Frans Pourbus) della seconda metà del XVI secolo.
Nel 1850 tutti i dipinti dello Stuard vennero trasferiti dalla sua casa di via Santa Croce in Palazzo San Tiburzio, sede della Congregazione di Carità: la collezione andò così a confluire in quella della congregazione, che comprendeva tra l'altro qualche ritratto (Luigi Berri di Giuseppe Baldrighi, Étienne Bonnot de Condillac di Saverio Bettinelli), delle scene di battaglia di Francesco Monti (detto Brescianino) ed alcuni bozzetti dei veneti Sebastiano Ricci e Francesco Fontebasso. Il lavoro di allestimento dei dipinti venne affidato all'architetto Luigi Bettoli.
Negli anni successivi, attraverso nuove donazioni, la raccolta si arricchì di altre opere prestigiose, quali due nature morte del Grechetto, un paesaggio di Bernardo Bellotto e un disegno del Parmigianino raffigurante un Levriero, e di interessanti pezzi di artisti parmensi del XIX-XX secolo (Guido Carmignani, Cecrope Barilli, Alberto Pasini, Daniele de Strobel, Paolo Baratta, Amedeo Bocchi).
Anche in anni molto recenti è cresciuto il numero dei quadri esposti; tra gli ultimi arrivi spiccano, oltre a dipinti del già citato Bocchi, Cristo e la Cananea di Annibale Carracci e Apelle che ritrae Campaspe alla presenza di Alessandro Magno di Mattia Preti.
L'allestimento è parte del progetto di restauro del monumento storico. L'integrazione tra il documento collezionistico e l'ambiente storico-monumentale ha rappresentato la sfida alla quale si è aperto il progetto curato sul piano generale, conservativo e architettonico dal professor Francesco Doglioni dell'Università Iuav di Venezia e su quello museografico-museologico dal professor Francesco Barocelli dell'Università degli Studi di Parma. A partire dal 2016 il percorso è stato rivisto, aggiornato e arricchito da Alessandro Malinverni, direttore del Museo Gazzola di Piacenza e referente scientifico della Pinacoteca.